# Патрік Раймер
Патрік Раймер (нім. Patrick Reimer; нар. 10 грудня 1982, Міндельгайм, Німеччина) — німецький хокеїст, правий нападник.
Вихованець хокейної школи ЕВ «Бад Верізгофен». Виступав за «Кауфбойрен», «ДЕГ Метро Старс», «Дуйсбург» та «Нюрнберг Айс-Тайгерс».
У складі національної збірної Німеччини учасник чемпіонату світу 2011. 
Брат: Йохен Раймер.